# Йозеф, Макс
Макс Йозеф (нем. Max Joseph; 2 января 1860 — 17 декабря 1932) — немецкий дерматолог.

## Биография
Учился в Кенигсберге, где получил в 1882 премию медицинского факультета за работу «Zeitmessende Versuche über Athmungsreflexe» («Archiv für Anatomie und Physiologie», 1883). В 1883 получил степень доктора медицины. Изучал кожные болезни и сифилис под руководством Морица Капоши в Вене, затем стажировался в Берлине у Карла Вестфаля и Генриха Кёбнера и в Берлинском физиологическом институте у Иоганнеса Гада и Густава Фрича.

## Деятельность
С 1887 стоял во главе частной поликлиники в Берлине, где читал курсы для врачей. В 1889 изучал проказу в Норвегии, результатом чего стала работа: «Ueber viscerale Lepra» («Archiv für Dermatologie und Syphilis», 1889). В 1897 году основал издававшуюся в Лейпциге «Dermatologische Centralblatt».
Другие работы Йозефа:
- «Beiträge zur Lehre von den trophischen Nerven» («Архив» Вирхова, 1887)
- «Ueber d. Beziehungen der Nervenfasern zu den Nervenzellen in den Spinalganglien» (совместно с И. Гадом, «Archiv für Anatomie und Physiologie», 1889)
- «Lehrbuch der Haut- und Geschlechtskrankheiten» (5-е изд., 1905. Первая часть руководства — учебник кожных болезней — имеется на русском языке в трёх переводах)
- «Atlas der Histopathologie der Haut in mikrophotographischer Darstellung» (совместно с Мейсснером, Берлин, 1899)
- «Dermato-histologische Technik» (3-е изд., 1905 (переведено на французский язык)).